# Bukač
Bukač je české jméno pro několik rodů brodivých ptáků z čeledi volavkovitých. Jde o zástupce podčeledi Tigrisomatinae a čtyři zástupce podčeledi bukačů Botaurinae (tj. mimo bukáčků).

## Druhy
- Tigrisomatinae
  - bukač červenavý = bukač tygrovaný (Tigrisoma lineatum)
  - bukač proužkovaný (Tigrisoma fasciatum)
  - bukač středoamerický (Tigrisoma mexicanum)
  - bukač novoguinejský (Zonerodius heliosylus)
  - bukač západoafrický (Tigriornis leucolophus)
- Botaurinae
  - bukač australský (Botaurus poiciloptilus)
  - bukač jihoamerický (Botaurus pinnatus)
  - bukač severoamerický (Botaurus lentiginosus)
  - bukač velký (Botaurus stellaris)
  - †Botaurus hibbardi

Jako bukači se v češtině také někdy nazývají i další volavkovití ptáci:
- volavky rodu Butorides: volavka proměnlivá Butorides striatus jako bukač zelenohřbetý nebo bukač mangrovový a volavka zelenavá Butorides virescens jako bukač proměnlivý
- kvakoš žlutočelý (Nycticorax violaceus = Nyctanassa violacea) jako bukač korunkatý